# 谷岡ヤスジ
谷岡 ヤスジ（たにおか ヤスジ、男性、1942年8月29日 - 1999年6月14日）は、日本の漫画家。愛媛県宇和島市出身。赤塚不二夫と並ぶ日本のギャグ漫画界の巨匠と言われる。本名、谷岡泰次（やすつぐ）。元プロ野球選手の谷岡潔はいとこにあたる。
1959年、保善高等学校在学中、『中国小学生新聞』（中国印刷）に掲載された『やっちゃん』でデビュー。その後、わちさんぺいのアシスタントを経て本格的に活動する。

## 人物・作風
愛媛県宇和島市出身。山内一豊の末裔を自称。高校生時代からすでにプロであった。実の父親からは「お前は天才だ」と言われていたと本人が雑誌のインタビューで語っている。
不条理なストーリー展開や下ネタ描写、グロテスクな描写、ドライな印象のナンセンスギャグが特徴。1970年代には文化人的ポジションでテレビ番組等にも積極的に出演していた。
1970年、講談社の『週刊少年マガジン』に連載した『ヤスジのメッタメタガキ道講座』で大ブレイク。作品の中の「アサー!」「鼻血ブー」は流行語となった。1971年には実写映画化・アニメ映画化されている。『ヤスジのメッタメタガキ道講座』の前には比較的過激な描写の少ない無難なサラリーマン漫画を描いていた。
『ヤスジのメッタメタガキ道講座』以降は別の連載で「タベルーマン」（人喰い怪物）の様なキャラクターをポンポンと創り出した。
創り出したキャラクターの数は非常に多数。登場する動物キャラクターは基本的に人語を話す。よく作品に登場するキャラクターは、「タロ（牛）」「アオ（馬）」「バター犬（犬）」「ペタシ（T大卒の哲学者で大放浪者）」「チクリ先生（針灸師らしき人物）」「タゴ（農村の青年）」「花っぺ（若い女性）」「ジッつあん（農村の老人）」「ヨサク（農村から出て行った死刑囚）」などその他多数。特徴として、登場キャラクターがバラバラにされて殺されても、次の回では何もなかったように元に戻っている。他に谷岡作品で有名なものに『週刊ヤングジャンプ』に長期連載された『ヤスジのド忠犬ハジ公』がある。
1984年に日活ロマンポルノ『コンバット・恐怖の女狩り』で映画監督デビューと報道されたが、実現に至らず。曽根中生に監督が交代し、題名も『白昼の女狩り』に変更になった。当初の題名『コンバット・恐怖の女狩り』は、ベンジャミン・メルニカー監督の1976年のアメリカ映画『Shoot』の邦題『コンバット・恐怖の人間狩り』を盗作した裏ビデオの名作『IN SHOOT 恐怖の人間狩り』をさらに盗作したものだった。
私生活では女優・小西まち子と結婚、谷岡・小西の間には娘もあった。
1990年代も精力的に執筆を続行するも、1999年に咽頭ガンのため満56歳で死去。1999年は「アギャキャーマン」（第456回）で谷岡自身がこの年に死ぬ旨予言した年で、的中したことも話題となった。

## 主な作品
- ヤスジのメッタメタガキ道講座 （週刊少年マガジン、1970年 - 1971年）
- アギャキャーマン （週刊漫画サンデー、1973年 - 1988年）
- ヤスジのド忠犬ハジ公 （週刊ヤングジャンプ、1980年 - 1987年）
- ベロベーマン（別冊アクション、1973年 - 1986年）
- アニマルぞろぞろ（芳文社1980年7月1日発行）
- ヤスジのドナンセンチュ（小説現代、1981年 - 1999年）

## 映画化作品
実写映画
- 谷岡ヤスジのメッタメタガキ道講座（1971年・日活制作、ダイニチ映配配給）監督：江崎実生、84分

アニメ映画
- ヤスジのポルノラマ やっちまえ!!（1971年・東京テレビ動画制作、日本ヘラルド映画配給）演出：三輪孝輝・高桑慎一郎、96分

## テレビ番組
- 笑うんだもんね!（1970年～1971年、TBS）
  - 谷岡の漫画を流用したコントバラエティ。レギュラーはてんぷくトリオ。
- クイズダービー（TBS）
  - 3枠解答者にはらたいら（谷岡と同じ四国出身）の代理として出演。
- すし屋のケンちゃん（1971年～1972年、TBS）
  - 第18話「がんばれ!マンガ君」に本人役でゲスト出演

## レコード・CD作品
- ヤスジのオラオラ節（1971年・映画『谷岡ヤスジのメッタメタガキ道講座』主題歌）
- ドバ・ドバ・ソング／ロンリー・ブルース（1971年・アニメ映画『ヤスジのポルノラマ やっちまえ!!』主題歌）

## 漫画単行本
- オラオラオラ（実業之日本社 1970年）
- ハレンチ大まんが（KKベストセラーズ 1970年）
- ヤスジのメッタメタガキ道講座（講談社コミックス 1971年）
  - 文庫版（扶桑社 1996年）
- 漫画ゴラク・コミックス10 全国的にハル～そして鼻血ブ～（日本文芸社 1971年）
- アサーだもんね（実業之日本社 1971年）
- じゃる気あんのかワンラ!（実業之日本社 1971年）
- しまいにゃ血みるどワンラ!!（実業之日本社 1971年）
- （欲求不満のロック）爆発寸前（KKベストブック 1975年）
- ヤスジのドッチラケ節（実業之日本社 1975年）
- アギャキャーマン（講談社 1976年）
  - 文庫版（立風書房 1982年）
  - 新装版（実業之日本社 1983年-1984年 全2巻）
  - 傑作選（実業之日本社 2000年）
- ヤスジの任侠道（実業之日本社 1976年）
- ヤスジのメッタクチャバカ（コミック社 1977年）
- ヤスジのギャグパンチ（コミック社 1978年）
- ヤスジのギャグッテル（実業之日本社 1979年）
- アニマルぞろぞろ（芳文社 1980年 全2巻）
- 谷岡ヤスジのギャグトピア（白夜書房 1980年）
- ヤスジのアニマルどー!!（講談社 1981年）
- ベロベーマン（双葉社 1981年-1987年 全8巻）
- ヤスジのドナンセンチュ（講談社 1981年）
- ヤスジのド忠犬ハジ公（双葉社→集英社 1982年-1989年 全8巻）
  - 傑作選（朝日新聞出版 2009年）
- シデー世ですこと（青林堂 1983年）
- ヤスジのドッチラケ節（日本文芸社 1983年）
- 谷岡ヤスジ選集（大都社 1983年 全4巻）
- バカが行く（竹書房 1983年-1984年 全3巻）
- 笑う門にバカ（双葉社 1986年）
- のんびり物語（講談社 1994年-1995年 全2巻）
- WHAT A MIXED UR WORLD!（ファンタグラフィックス 1995年）
- ヤスジの絶叫パパ（講談社 1996年）
- 谷岡ヤスジ傑作選 天才の証明（実業之日本社 1999年）
- ヤスジのメッタメタガキ道講座―もうひとつの「少年マガジン黄金時代」（実業之日本社 2004年）
- 谷岡ヤスジ全集（ソニー・デジタルエンタテインメント・サービス 2014年 全24巻）※POD・電子書籍版のみ

1. メッタメタガキ道講座1
2. メッタメタガキ道講座2
3. ムッハハハ劇場
4. プレプレ君
5. 任侠道
6. アギャキャーマン1
7. アギャキャーマン2
8. アギャキャーマン3
9. アギャキャーマン4
10. パイパイちゃん1
11. パイパイちゃん2
12. ベロベーマン1
13. ベロベーマン2
14. ベロベーマン3
15. マラソンマン
16. そこら中バカダヂ1
17. そこら中バカダヂ2
18. ド忠犬ハジ公1
19. ド忠犬ハジ公2
20. ドナンセンチュ
21. 笑う角にバカ
22. のんびり物語
23. 短編集1
24. 短編集2

## 師匠
- わちさんぺい

## アシスタント
- かまちよしろう
- マディ上原